# Assab (Rosja)
Assab (ros. Ассаб) – wieś w Rosji, w Dagestanie, w rejonie szamilskim. W 2010 liczyła 1641 mieszkańców, głównie Awarów.